# كارلوس دونلاب
كارلوس دونلاب (بالإنجليزية: Carlos Dunlap)‏ هو لاعب كرة قدم أمريكية أمريكي، ولد في 28 فبراير 1989 في نورث تشارلستون في الولايات المتحدة.

## وصلات خارجية
- كارلوس دونلاب على موقع إي إس بي إن.كوم (أن.أف.أل)3
- كارلوس دونلاب على موقع مرجع كرة القدم المحترفة.كوم (الإنجليزية)